# Maurizio Cheli
Maurizio Cheli (Zocca, 4 maggio 1959) è un astronauta, ufficiale e aviatore italiano.

## Biografia
Frequenta il Liceo Classico "Marco Minghetti" di Bologna e successivamente entra all'Accademia Aeronautica di Pozzuoli, classificandosi secondo del Corso Urano III, nel 1978. Nel 1982 termina gli studi conseguendo la laurea in Scienze Aeronautiche, presso l'Università Federico II di Napoli.

Nel 1978 entra all’Accademia Aeronautica di Pozzuoli, dove consegue la Laurea in Scienze Aeronautiche. Nel 1983 ottiene l'incarico di pilota operativo da ricognizione sul celebre F-104G. Nel 1988 viene trasferito al Reparto Sperimentale di Volo brevettandosi pilota collaudatore presso l'Empire Test Pilot's School di Boscombe Down, Regno Unito, vincendo il "McKenna Trophy" come miglior studente del suo corso, il "Sir Alan Cobham Award" per i migliori risultati nelle attività di volo e l' "Hawker Hunter Thropy" per l'allievo che redige il miglior Rapporto Preliminare di Collaudo.
Entra alla European Space Agency (ESA) nel 1992, da cui viene inviato al Johnson Space Center di Houston della NASA, dove ottiene la qualifica di astronauta l'anno seguente.
All'Università di Houston consegue la laurea in ingegneria aerospaziale nel 1994.
Nel 1996 a bordo dello Space Shuttle Columbia partecipa alla missione STS-75 in cui ricopre, primo italiano, il ruolo di Mission Specialist. È la prima volta che questa mansione è ricoperta da un italiano. Sempre nel 1996 viene assunto da Alenia Aeronautica e ottiene l'incarico di Capo Pilota Collaudatore per velivoli da difesa. È stato responsabile dello sviluppo operativo del caccia europeo Eurofighter Typhoon.
Nel 2003, presso l'Aeroporto "Baccarini" di Grosseto, sede del 4º Stormo C.I., Cheli ha pilotato l'Eurofighter Typhoon nella sfida con la Ferrari F2003-GA di Michael Schumacher, vincendo 2-1.
Nel 2004 consegue la laurea in Scienze Politiche all'Università di Torino e nel 2007 un Master in Business Administration alla ESCP Europe di Parigi.
Nel 2005 ha fondato CFM Air, una start up che si occupa della progettazione di velivoli leggeri avanzati e due anni dopo la Digisky che sviluppa elettronica di bordo per velivoli sportivi.
È stato membro del Comitato Promotore dei World Air Games svolti a Torino nel giugno 2009. Partecipa ai Giochi pilotando il velivolo elettrico sperimentale SkySpark con il quale il 12 giugno registra il record mondiale di velocità per la propria categoria.
È stato membro del consiglio di amministrazione dell’ASI (Agenzia Spaziale Italiana) e del CIRA (Centro Italiano Ricerche Aerospaziali).
Maurizio Cheli ha conseguito una Laurea in Ingegneria Aerospaziale all’Università di Houston (USA) nel 1994, una Laurea in Scienze Politiche all’Università degli Studi di Torino nel 2004 e un Master in Business Administration (MBA) all’ESCP Business School di Parigi nel 2007.

## Il libro"Tutto in un istante"
Nel maggio 2015 Maurizio Cheli ha pubblicato il libro autobiografico Tutto in un istante. Le decisioni che tracciano il viaggio di una vita (Minerva ISBN 978-88-7381-762-8). In questo libro racconta la sua storia divisa in capitoli, al termine di ognuno dei quali si trova una "checklist" scritta da Marianne Merchez.